# Ostrov (Březová)

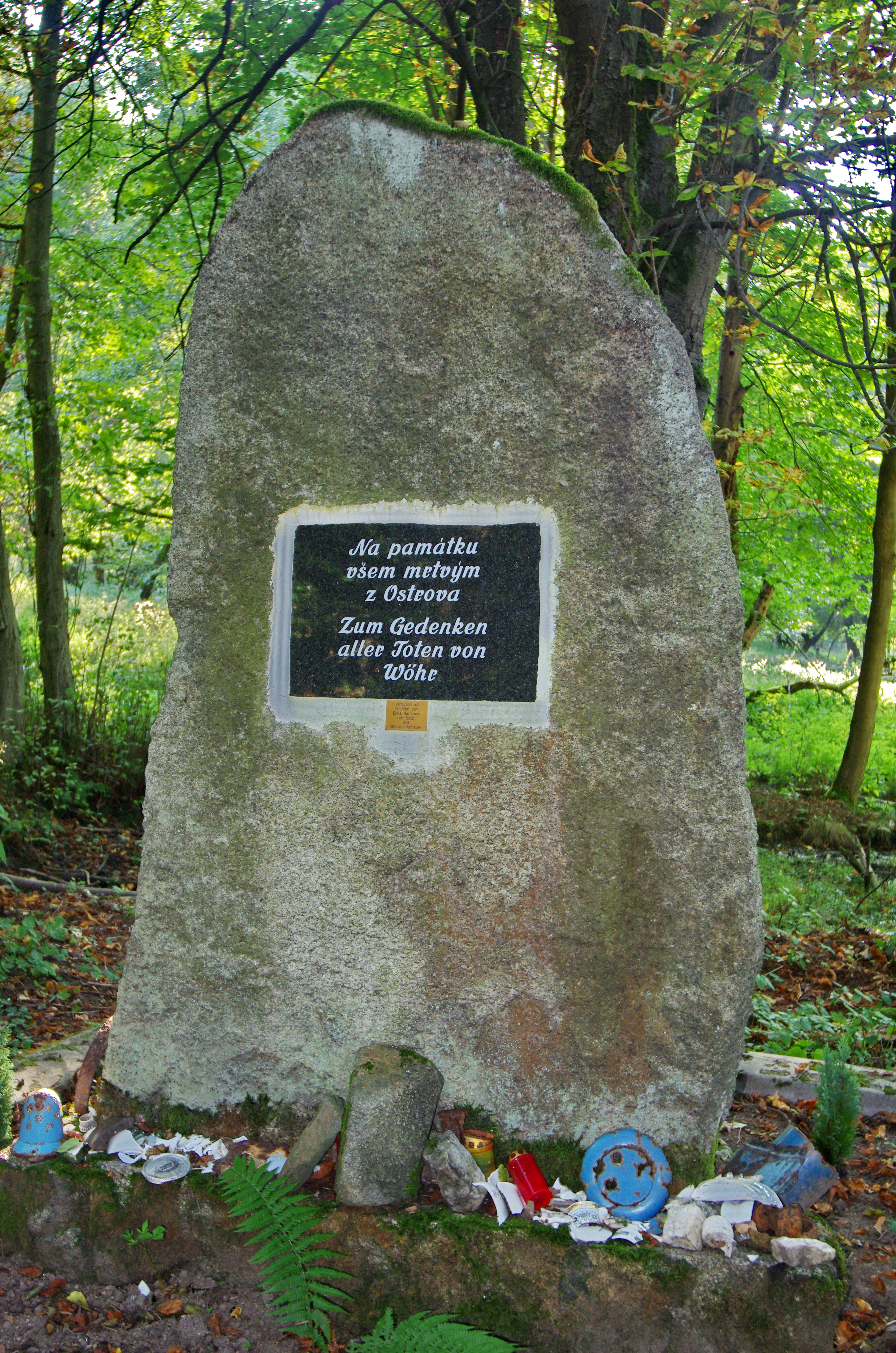
Gedenkstein für die Toten

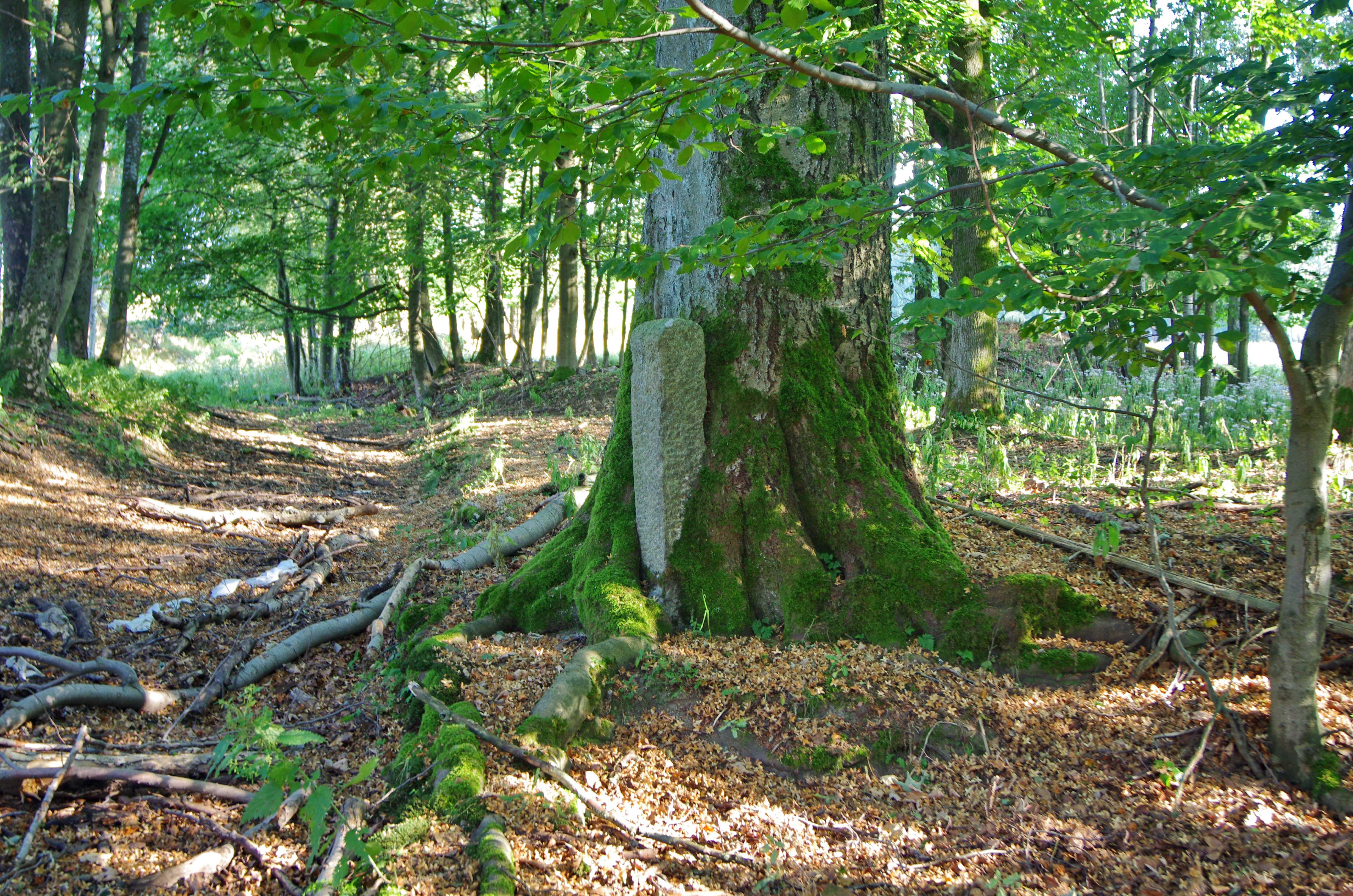
In eine Buche eingewachsener alter Leitstein

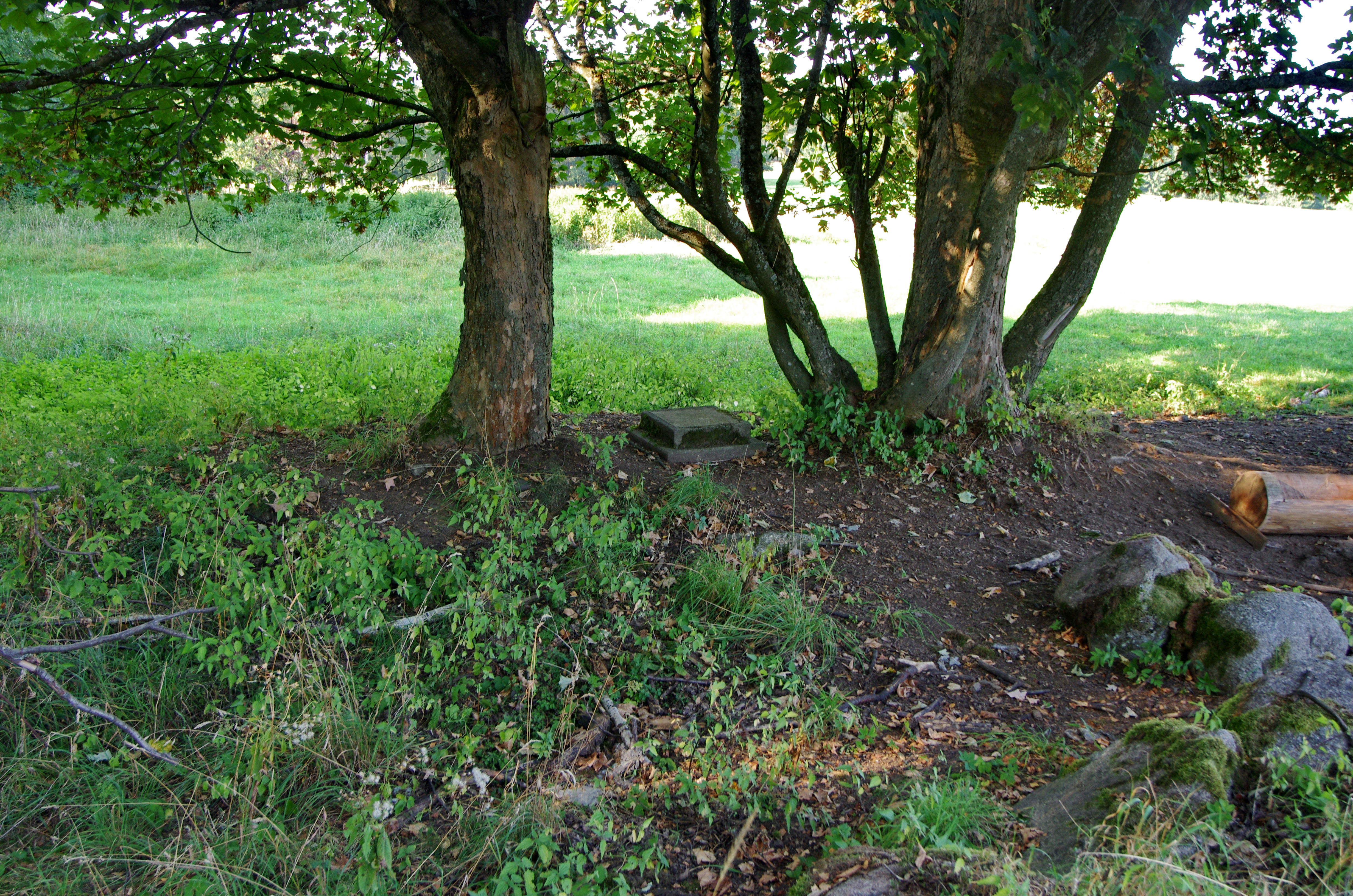
Sockel eines Wegkreuzes

Ostrov, bis 1948 Verda (deutsch Wöhr), ist eine Wüstung im westböhmischen Slavkovský les (Kaiserwald). Sie gehört als Grundsiedlungseinheit zum Ortsteil Kostelní Bříza der Stadt Březová im Okres Sokolov.

## Geographie
Ostrov befand sich acht Kilometer südöstlich von Kynšperk nad Ohří an der Straße von Krásná Lípa (Schönlind) nach Smrkovec (Schönficht). Das Dorf lag auf einer Hochfläche am nördlichen Abfall des Ostrovský vrch (Wöhrberg, 751 m. n.m.) über dem Quellgrund des Ostrovský potok (Wöhrbach). Östlich erheben sich der Ríjiště (Hochwald, 783 m. n.m.), der Milíře (Kohlhau, 773 m. n.m.) und der Nad Myslivnou (839 m. n.m.).
Umliegende Orte waren Týmov (Tiefengrün) im Norden, Krásná Lípa im Nordosten, Bühnlhäuser im Osten, Dolní Lazy (Unter Perlsberg) im Südosten, Horní Žitná (Ober Rockendorf) und Žitná (Rockendorf) im Süden, Smrkovec, Milíkov (Miltigau) und Těšov (Teschau) im Südwesten, Mühlpeint, Mokřina (Krottensee) und Štědrá (Mülln) im Westen sowie Studánka (Schönbrunn) und Dvorečky (Krainhof)  im Nordwesten.

## Geschichte
Der Ort wurde durch deutsche Kolonisten gegründet und wahrscheinlich nach deren Herkunftsort benannt. Die erste urkundliche Erwähnung von Werde erfolgte um 1370 im Lehnbuch der Landgrafen von Leuchtenberg. Es wird angenommen, dass das Dorf bereits seit seiner Entstehung unter verschiedenen Grundherren aufgeteilt war. 1446 wurde das Dorf als Wird bezeichnet. Im Elbogener Urbar der Grafen Schlick von 1525 ist das Dorf erneut unter dem Namen Werde zu finden. Zu dieser Zeit unterstand der größte Teil des Dorfes der Königsberger Gerichtsbarkeit, kleinere Anteile besaßen Hieronymus von Štampach und Jobst von Kloben. Aus dem Jahre 1542 ist die Bezeichnung Werd überliefert. Im Schönfichter Sterberegister von 1569 findet sich ebenso wie 1604 in den Landtafeln der Name Werda. Während des Dreißigjährigen Krieges kam es bei Wöhr wahrscheinlich zu einem größeren Gefecht; im 19. Jahrhundert wurden mehrfach Hufeisen, Säbel, Teile von militärischer Ausrüstung sowie Gräber aufgefunden. Nach dem Dreißigjährigen Krieg gehörte das Dorf anteilig der Besitzerin des Gutes Rockendorf, Anna Margaretha Globner von Globen, sowie dem Adam Melchior Mosser von Oettingen – Besitzer der Güter Schönlind, Ebmeth und Frohnau. In der berní rula von 1654 wurde das Dorf als Weerth bezeichnet. Der Ortsname Wöhr ist seit der ersten Hälfte des 18. Jahrhunderts gebräuchlich. Im Jahre 1722 gehörte der Schönlinder Anteil dem Erdmann Ferdinand von Schönau; der Rockendorfer Anteil dem Christoph Ernst von Bigato. Seit dem 18. Jahrhundert war die Bevölkerung von Wöhr rückläufig, da die Landwirtschaft die Bewohner nicht ernähren konnte. Besitzer des Schönlinder Anteils war ab 1814 der Montanunternehmer Johann David Starck. Dessen Betriebe bei Falkenau boten den Bewohnern eine neue Existenzgrundlage.
Im Jahre 1845 bestand das im Elbogener Kreis gelegene Dorf Wöhr bzw. Wehr aus insgesamt 52 Häusern mit 343 deutschsprachigen Einwohnern, darunter einer jüdischen Familie. Davon gehörten acht Häuser zum Gut Rockendorf sowie die drei Peintmüller im Tal des Rockendorfer Baches (Malá Libava) zur Herrschaft Elbogen. Haupterwerbsquellen bildeten der wegen der Höhenlage wenig ertragreiche Feldbau und die Viehzucht. Im Ort gab es eine Schule und ein Wirtshaus. Pfarrort war  Schönficht. Bis zur Mitte des 19. Jahrhunderts blieb Wöhr dem Gut Schönlind untertänig.
Nach der Aufhebung der Patrimonialherrschaften bildete Wöhr ab 1850 einen Ortsteil der Gemeinde Schönlind im Gerichtsbezirk Falkenau. Ab 1868 gehörte das Dorf zum Bezirk Falkenau. 1869 hatte Wöhr 300 Einwohner und bestand aus 54 Häusern. 1877 löste sich Wöhr von Schönlind los und bildete mit der Rotte Mühlpeint eine eigene Gemeinde. Um die Jahrhundertwende erfolgte ein Umbau des hölzernen Schulhauses, in dem außer den Wöhrer Kindern auch die aus Tiefengrün und den Hinterhäusern unterrichtet wurden; im neuen gemauerten Teil entstanden eine Lehrerwohnung und ein Klassenzimmer. 1904/1905 wurde das Schulhaus auf Grund der gestiegenen Anforderungen an Schulgebäude erneut umgebaut. Im Jahre 1900 lebten 253 Personen in Wöhr, 1910 waren es 207. Nach dem Ersten Weltkrieg zerfiel der Vielvölkerstaat Österreich-Ungarn, die Gemeinde wurde 1918 Teil der neu gebildeten Tschechoslowakischen Republik. Beim Zensus von 1921 lebten in den 49 Häusern von Wöhr 215 Personen, davon 214 Deutsche und ein Tscheche. 1923 wurde Verda als tschechischer Gemeindename eingeführt. 1930 bestand Wöhr / Verda aus 48 Häusern und hatte 246 Einwohner. Nach dem Münchner Abkommen wurde Wöhr 1938 dem Deutschen Reich zugeschlagen und gehörte bis 1945 zum Landkreis Falkenau an der Eger. 1939 lebten 231 Personen in Wöhr. Nach der Aussiedlung der deutschen Bewohner nach Ende des Zweiten Weltkrieges konnten die Orte des Kaiserwaldes wegen der rauen und unwirtlichen Bedingungen nur geringfügig wiederbesiedelt werden. Die Schule wurde 1946 abgerissen. Am 15. Oktober 1946 fasste die tschechoslowakische Regierung den Beschluss zur Errichtung eines Truppenübungsplatzes in dem verödeten Landstrich. Nachdem im Jahre 1947 der Gemeindename Verda wegen seines deutschen Ursprungs für anstößig betrachtet worden war, erfolgte 1948 die Umbenennung des Dorfes in Ostrov, andere Vorschläge des Bezirksnationalausschusses wie Výr oder Výrava wurden von der Namensfindungskommission verworfen. Im Zuge der Einrichtung des Truppenübungsplatzes Prameny wurde Ostrov 1948 gänzlich abgesiedelt. Im Jahre 1949 erfolgte die offizielle Aufhebung der Gemeinde Ostrov und die Eingemeindung nach Kostelní Bříza. Das geräumte Dorf wurde danach bei Militärübungen zerschossen und die Ruinen 1953 bei der Räumung des Militärgebietes dem Erdboden gleichgemacht. Im Jahre 1954 wurde der Truppenübungsplatz Prameny wieder aufgehoben. Erhalten sind Grundmauern und Keller einiger Häuser.

## Ortsgliederung
Ostrov gehört zum Ortsteil Kostelní Bříza der Stadt Březová
Die Wüstung bildet den Katastralbezirk Ostrov u Březové.

## Sehenswürdigkeiten
- Gedenkstein für alle Toten von Ostrov / Wöhr; die Gedenktafel an dem ehemals für die Gefallenen des Ersten Weltkrieges errichteten Stein wurde während der Zeit des Truppenübungsplatzes Prameny zerstört. Im Jahre 2012 wurde durch ehemalige Bewohner eine neue zweisprachige Gedenktafel angebracht.